# Culicoides yadongensis
Culicoides yadongensis är en tvåvingeart som beskrevs av Chu 1984. Culicoides yadongensis ingår i släktet Culicoides och familjen svidknott. Inga underarter finns listade i Catalogue of Life.